# Le grand soir
Le grand soir, fragments ist ein Film von Francis Reusser aus dem Jahr 1976.
Der Film gilt als „eine desillusionierte Reflexion des Regisseurs über die 68er-Unruhen und eine Revolution, die nie wirklich stattfand“. Im selben Jahr gewann der Film den Goldenen Leopard in Locarno.

## Handlung
Zur Zeit verdient Léon seinen Lebensunterhalt als Mitarbeiter einer Überwachungsfirma, nachdem er schon andere Jobs ausprobiert hat. Er stammt aus einer bürgerlichen Familie, lehnt die Konsumgesellschaft ab und ist ein Eigenbrötler. Bei einem seiner nächtlichen Kontrollgänge trifft er auf eine Gruppe junger Leute, die sich im Untergeschoss einer Wohnung versammelt haben. Es handelt sich um eine marxistisch-leninistische Splittergruppe, die Strategien für revolutionäre Aktionen diskutiert. Nachdem die Gruppe ihn wegen seiner Uniform zunächst irrtümlich für einen Polizisten gehalten hat, erhält er Zugang zu ihrem Zirkel. Zu der Gruppe gehört auch Lea, die Freundin des Anführers. Sie ist Wortführerin in den Diskussionen, druckt Traktate und Flugblätter, die sie in der Stadt verteilt. Léon verliebt sich in die junge Frau, die mehr oder weniger erfolgreich versucht, ihn für ihre Sache zu gewinnen. Leon arbeitet jetzt als Vertreter, verkauft Bücher an den Haustüren, und auch dieser Job langweilt in bald. Nach einer turbulenten Debatte der Gruppe über den Sinn ihrer action directe, genervt von ihrem ewigen Theoretisieren, ergreift Léon die Initiative, stiehlt Waffen und übergibt sie der Gruppe, die sich jetzt provoziert und in die Enge getrieben fühlt. Man hält ihn für einen von der Polizei eingeschleusten Agenten, und er wird ausgeschlossen. Wenig später wird er von der Polizei aufgegriffen und inhaftiert, weil er verbotene Waffen bei sich trägt.

## Auszeichnungen
Der Film wurde 1976 mit dem Goldenen Leopard am Locarno Film Festival ausgezeichnet und im selben Jahr am Festival Hyères mit dem Großen Preis.

## Produktion und Veröffentlichung
Produziert wurde der Film von Cadiat, C.E.C.R.T. und Artco Film. Es ist der zweite Film Reussers mit Roberto Berta als Kameramann nach Vive la mort (1969), Bertas Filmdebüt. Der in Schwarzweiss gedrehte Film wurde später nachkoloriert. Autor des Drehbuchs war Jacques Baynac, an den Dialogen waren Patricia Morac und Francis Reusser beteiligt. Passionement, das von Léon immer wieder mit lauter Stimme deklamiert wird, ist ein Gedicht des rumänischen Lyrikers Gerasimo Luca.
Der Titel des Films Le grand soir bezieht sich nach Andreas Furler ursprünglich auf einen Begriff aus der Zeit der Pariser Kommune. „Es bezeichnet das große Fest nach dem Sieg des Volkes. Es soll oft besungen, bisweilen gefeiert, mitunter auch abgebrochen worden sein. So wurde es zur Chiffre einer Sehnsucht, die sich durch alle Zeiten zieht.“
Premiere war am 6. August 1976 am Locarno Film Festival, im Januar 1977 wurde der Film in Solothurn gezeigt, im November 1995 am Entrevues – Festival International du Film in Belfort. Kinopremiere in der Schweiz war im Juli 1977.
2019 brachte die Cinémathèque Suisse eine restaurierte und digital aufbereitete Fassung des Films heraus. Der im 16-mm-Format gedrehte Film wurde unter der Aufsicht von Roberto Berta und Francis Reusser zu einem 35-mm-Negativ-Film aufgeblasen, direkt auf einen Kodak-49-Film aufgezogen und erstmals beim 72. Locarno Film Festival gezeigt.

## Kritik
Antoine Duplan, der Filmkritiker von Le Temps, schreibt „Le Grand Soir inszeniert, wie sich eine militante Maoistin und ein Voltairescher Candide über Luxus und den Klassenkampf auseinandersetzen“.
Florian Widegger vom Film Archiv Austria schreibt zu dem Film: „Reussers Rückblick auf die eigenen Anfänge, als er im Umfeld der 68er-Unruhen in Genf kämpferische Kurzfilme realisiert hat, gestaltet sich ernüchternd: Die Rebellen von gestern sind die Bürger von heute“. Laut dem Filmportal Filmdienst versuche Francis Reusser mit diesem Film in der Nachfolge Godards auf ironisch-distanzierte Weise eine aufschlussreiche Bilanz der Situation und Bewusstseinslage junger Linker nach 1968 zu ziehen (Klassenkampf, Theorie und Praxis, Herrschaft der Männer), wobei auch erhellende Schlaglichter auf die Westschweiz zwischen Verstädterung und Flucht in die Natur fallen.